# LeSports Center
LeSports Center (kinesiska 樂視體育生態中心), (tidigare MasterCard Center mellan åren 2011 till och med 2015), ursprungligen Wukesong-hallen, är en inomhus-arena i Peking, Kina. Under Sommar-OS 2008 användes arenan för alla basketmatcherna.
Arenan används för sport-, musik- och kommersiella evenemang. Den 21 januari 2011 bytte arenan namn till MasterCard Center och den 1 januari 2016 bytte arenan namn till LeSports Center. Det nybilda ishockeylaget Red Star Kunlun kommer att spela sina hemmamatcher i arenan.

## Wukesong-stadion
Intill Wukesong-hallen låg under Sommar-OS 2008 Wukesong-stadion, där OS-basebollmatcherna spelades. Efter OS avslutande revs stadion för att bereda mark för ett köpcentrum.